# Padrón Nacional de Usuarios de Telefonía Móvil

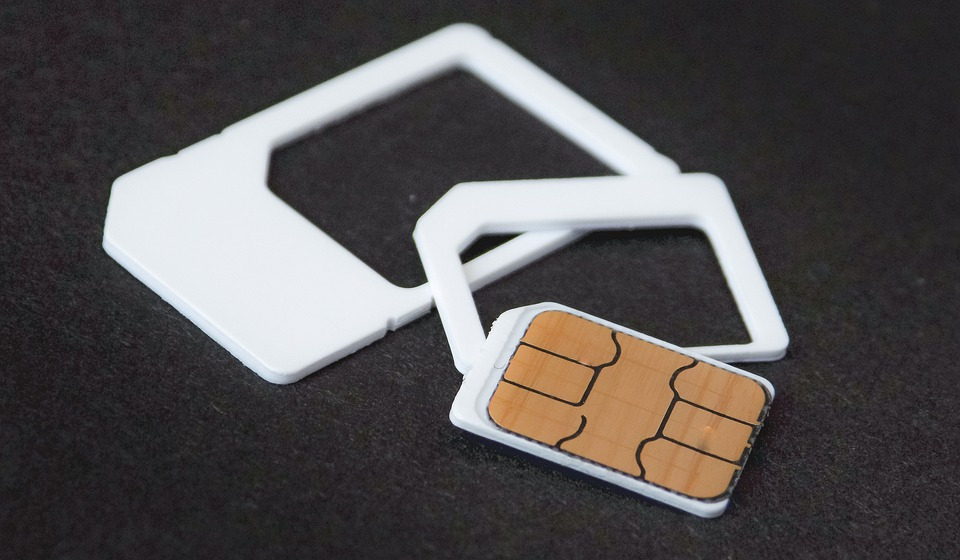
El Padrón Nacional de Usuarios de Telefonía Móvil propone el registro de líneas telefónicas móviles en México, asociado a los datos biométricos de las personas usuarias.

El Padrón Nacional de Usuarios de Telefonía Móvil, también conocido como Panaut, fue proyecto para la creación de una base de datos que contenga la información de las personas jurídicas que contratan una línea telefónica móvil en México. El padrón entró en vigor el 16 de abril de 2021 con la publicación de la reforma a la Ley Federal de Telecomunicaciones y Radiodifusión. El padrón estará a cargo del Instituto Federal de Telecomunicaciones. Sin embargo, este fue suspendido en abril de 2022, luego de que fuera considerado inconstitucional. 
El objetivo del padrón es ayudar a las autoridades en México en la prevención y persecución de delitos. El Panaut ha sido objeto de críticas por distintas organizaciones, al considerarse que los registros de usuarios de telefonía móvil han mostrado ineficacia en la prevención de delitos y por la exigencia de entregar datos biométricos, considerados datos sensibles.
En abril de 2021, el Instituto Nacional de Transparencia, Acceso a la Información y Protección de Datos Personales (Inai) presentó una acción de inconstitucionalidad contra el Panaut, a la que se sumó otra promovida por una minoría del Senado. Igualmente, el Instituto Federal de Telecomunicaciones promovió una controversia constitucional ante la Suprema Corte de Justicia de la Nación.

## Contexto
El registro obligatorio de tarjetas SIM se considera como una herramienta para que el Estado persiga delitos. En más de 150 países es obligatoria la inscripción de las tarjetas SIM para los usuarios de telefonía móvil. De estos, solo 18 países, incluidos México, exigen el registro de datos biométricos.
De acuerdo al Consejo Nacional de Seguridad Privada, en México las tarjetas SIM son utilizadas para realizar llamadas de extorsión, fraude o secuestro. Los delincuentes suelen utilizar entre 15 a 18 chips diferentes para estos fines.

## Historia

### Antecedentes
Durante el sexenio de Felipe Calderón Hinojosa, se aprobó el Registro Nacional de Usuarios de Telefonía Móvil (RENAUT) para prevenir y atender delitos donde se utilizan teléfonos celulares. Sin embargo, desde su entrada en vigor las extorsiones telefónicas continuaron al alza. Para marzo de 2010, menos del 46% de las líneas habían sido registradas y en muchos casos, los registros se hacían con información falsa.
Sumado a la baja eficacia para reducir el delito, se señalaron filtraciones de datos de los usuarios de telefonía móvil y su venta en Internet. Debido a esto, en abril de 2011 el Senado de México aprobó la desaparición del registro. En junio de 2012 se destruyó la base de datos y los registros asociados del RENAUT.

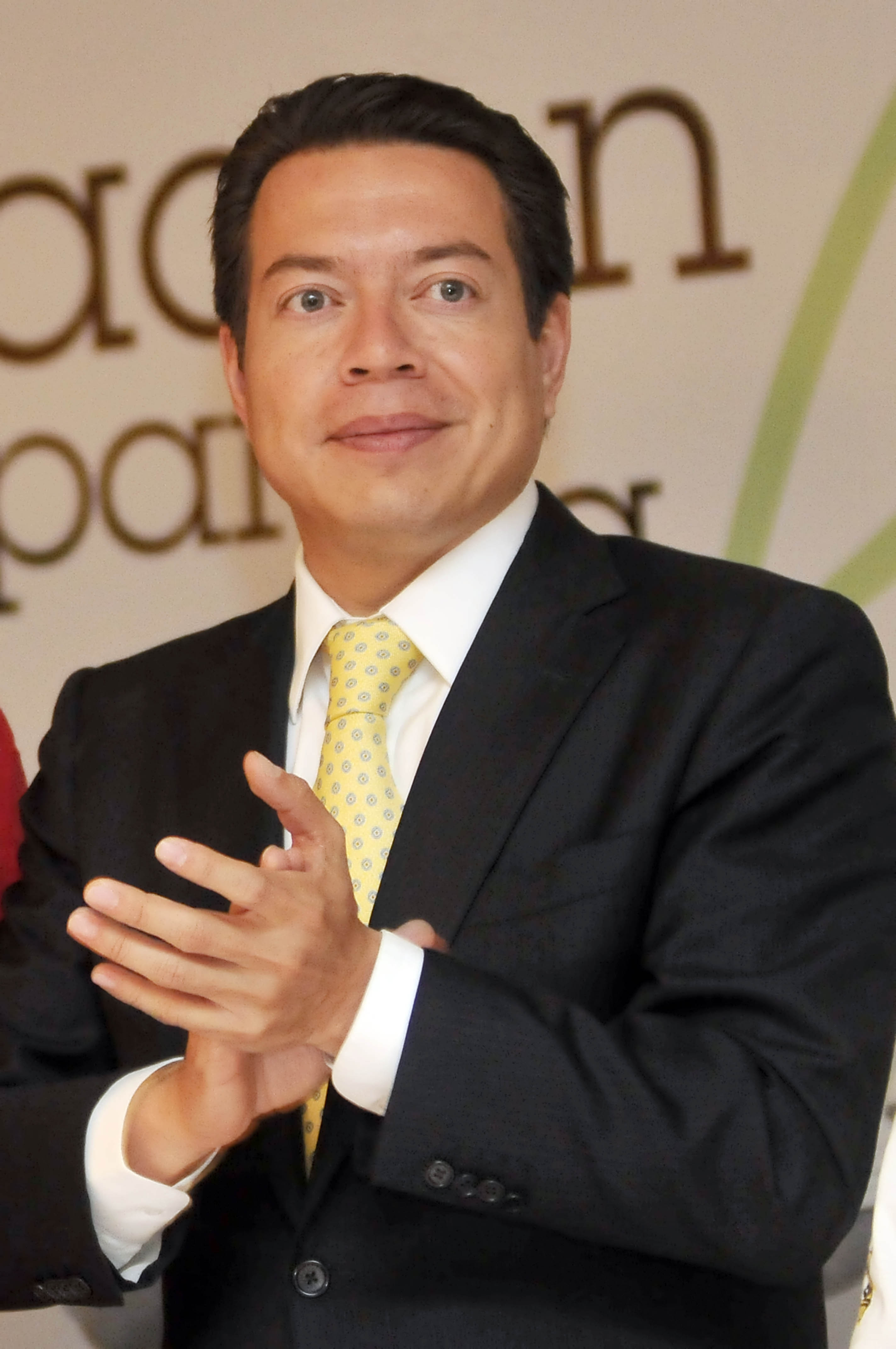
El diputado Mario Delgado propuso la creación del Padrón en la Cámara de Diputados.

### Discusión
En febrero de 2020, la senadora del Partido Acción Nacional, Xóchitl Gálvez, presentó una reforma para que los operadores de telefonía móvil en México tuvieran un registro de datos sensibles de sus usuarios. A diferencia del RENAUT, el nuevo registro estaría en custodia de los operadores, en lugar del gobierno. Con esto, se pretende evitar los problemas que tuvo la anterior iniciativa de registro de usuarios. En diciembre de 2020, el diputado del partido Movimiento de Regeneración Nacional, Mario Delgado, presentó una iniciativa similar a la Cámara de Diputados. Con 392 votos a favor, 44 en contra y nueve abstenciones el proyecto de reformas a la Ley Federal de Telecomunicaciones fue aprobado por la cámara baja el 10 de diciembre del mismo año.
El 13 de abril de 2021, el Senado de México aprobó en lo general la creación del Padrón Nacional de Usuarios de Telefonía Móvil, incluyendo la recolección de datos biométricos. Para las líneas adquiridas con anterioridad, se ofreció un plazo de dos años a los concesionarios para recopilar los datos exigidos en la ley.

### Entrada en vigor
Desde el 16 de abril de 2021 entró en vigor el Panaut, tras su publicación en el Diario Oficial de la Federación. El padrón contempla que los usuarios de telefonía móvil en México proporcionen los siguientes datos:
1. Número de línea telefónica móvil;
2. Fecha y hora de la activación de la línea telefónica móvil adquirida en la tarjeta SIM;
3. Nombre completo o, en su caso, denominación o razón social del usuario;
4. Nacionalidad;
5. Número de identificación oficial con fotografía o Clave Única de Registro de Población del titular de la línea;
6. Datos Biométricos del usuario y, en su caso, del representante legal de la persona moral, conforme a las disposiciones administrativas de carácter general que al efecto emita el Instituto;
7. Domicilio del usuario;
8. Datos del concesionario de telecomunicaciones o, en su caso, de los autorizados;
9. Esquema de contratación de la línea telefónica móvil, ya sea pospago o prepago, y
10. Los avisos que actualicen la información a que se refiere este artículo.

En la publicación de la ley, se detalló que el Gobierno Federal y los concesionarios de telecomunicaciones deberán realizar campañas y programas informativos para incentivar la denuncia inmediata de robo o extravío de sus celulares o tarjetas SIM, y prevenir el robo de identidad y uso ilícito de líneas telefónicas móviles.

### Inconstitucionalidad y suspensión.
El 25 de abril de 2022, la Suprema Corte de Justicia de la Nación votó a favor de dictar al PANATU como inconstitucional,al considerar que representaba un riesgo al derecho a la privacidad y la intimidad.

## Reacciones

### Críticas
La organización civil Red en Defensa de los Derechos Digitales (R3D) advirtió que el registro de telefonía móvil no detendría las extorsiones ni los secuestros, como se constató en el anterior intento de registro de usuarios. La organización también señaló que los delincuentes tienen alternativas para burlar las estipulaciones, como utilizar tarjetas de otros países, clonarlas o duplicarlas.
A su vez, el Instituto Nacional de Transparencia, Acceso a la Información y Protección de Datos Personales advirtió sobre los riesgos inherentes en la gestión de la base de datos, por lo que instó que se siguieran estándares internacionales para su protección. R3D también advirtió que el padrón representaba un atentado a los derechos humanos, ya que se vulnera la presunción de inocencia, la privacidad y la libertad de expresión.

### Acción de inconstitucionalidad
El 27 de abril de 2021, el Pleno del Instituto Nacional de Transparencia, Acceso a la Información y Protección de Datos Personales (Inai) votó por unanimidad la presentación de una acción de inconstitucionalidad contra el padrón, la cual fue presentada a la Suprema Corte de Justicia de la Nación el 13 de mayo. El 24 de mayo, la Corte admitió otra acción de inconstitucionalidad promovida por un grupo de oposición en el Senado, acumulándola con la del Inai.
El 27 de mayo, la SCJN determinó no conceder la suspensión del padrón solicitada por el Inai y el Senado, bajo el argumento de que el registro aún no está en funcionamiento. En respuesta, el Inai interpuso un recurso de reclamación el 26 de junio, el cual está pendiente de resolución.

### Controversia constitucional
El 26 de mayo de 2021, el Instituto Federal de Telecomunicaciones (IFT) interpuso una controversia constitucional en contra de la creación del Panaut. El IFT argumentó que el decreto del padrón «invadió la autonomía presupuestaria del IFT, así como sus facultades regulatorias y de garante de derechos humanos».
El 15 de junio, la SCJN concedió la suspensión de efectos del padrón solicitada por el IFT. Sin embargo, la Consejería Jurídica de la Presidencia presentó un recurso de reclamación el 25 de junio para revertir la decisión de la Corte.
El 20 de octubre, la Primera Sala de la SCJN determinó como infundado el recurso de reclamación de la Consejería, con lo que confirmó el otorgamiento de la suspensión concedida al Instituto Federal de Telecomunicaciones.

### Demandas de amparo
La entrada en vigor del Panaut desencadenó que las personas usuarias de telefonía móvil presentaran demandas de amparo para evitar el registro de líneas. Se estima que se interpusieron miles de demandas con apoyo de las organizaciones de la sociedad civil.
En junio de 2021, los tribunales colegiados determinaron que los recursos eran improcedentes, bajo el argumento de que el padrón «no produce una afectación al interés jurídico de los particulares con su sola expedición».